# 16 листопада
16 листопада — 320-й день року (321-й у високосні роки) у григоріанському календарі. До кінця року залишається 45 днів.

## Свята і пам'ятні дні

### Міжнародні
- ООН: Міжнародний день толерантності (Декларація ЮНЕСКО 1995, Резолюція Генеральної Асамблеї ООН 51/95, 1996)).
- Міжнародний день боротьби з анорексією.

### Національні
- Україна: День працівників радіо, телебачення та зв'язку (1994).
- Естонія: Декларація суверенітету Естонії (suveräänsusdeklaratsioon).
- Польща: День закордонної служби (з 2009).
- Ісландія: День ісландської мови.
- Північна Корея: День матері.
- Куба: День святого Кристобаля.
- Португалія: Національний день моря.

### Релігійні
Римо-католицька церква — спомин св. Гертруди Великої, німецької монахині та містички та св. Маргарити Шотландської, онуки Ярослава Мудрого, покровительки Шотландії.
Православ'я:
- Апостола і євангелиста Матфея.
- Праведного Фулвіана, князя Ефіопського, у святому хрещенні Матфея.

### Неофіційні
- Всесвітній День ґудзиків.

## Іменини
✙ Православні: Матвій.
✝  Католицькі: Маргарита, Гертруда.

## Події
- 1632 — Битва під Лютценом одна з найбільших битв Тридцятирічної війни, між шведськими військами під проводом Густава II Адольфа і габсбурзькими частинами на чолі з Альбрехтом Валленштайном.
- 1700 — Прусське герцогство — раніше у складі Священної Римської імперії німецької нації — проголошено королівством.
- 1841 — Едуард Гурвін запатентував пробковий рятувальний жилет.
- 1848 — У Лондоні дав останній концерт Фридерик Шопен.
- 1895 — «Кінематограф» братів Люм'єр показали у Сорбонні.
- 1917 — в колишньому ханському палаці у Бахчисараї відкрито Національний музей.
- 1918 — Королівство Угорщина, яке до цього була частиною Австро-Угорської Імперії, проголошено республікою.
- 1918 — проголошено закон ЗУНР «Про адміністрацію».
- 1920 — частини Армії УНР після запеклих боїв з більшовиками здобули Деражню.
- 1924 — почала мовлення перша українська радіостанція — Українське радіо.
- 1933 — встановлені дипломатичні відносини поміж СРСР та США.
- 1945 — у Лондоні засновано ЮНЕСКО
- 1967 — Розпочався I Світовий конгрес Вільних українців у Нью-Йорку. (Тривав 16—19.11).
- 1994
  - Україна приєдналася до Договору про нерозповсюдження ядерної зброї від 1 липня 1968 року.
  - Відповідно до Указу Президента № 667/94, від 11.11.1994 почав щорічно відзначатися День працівників радіо, телебачення та зв'язку.
- 1999 — засновано Премію Кабінету Міністрів України за особливі досягнення молоді у розбудові України.
- 2002 — Президент Кучма підписав указ про відставку уряду Анатолія Кінаха і направив до Верховної Ради України представлення на згоду призначити новим прем'єром голову Донецької обладміністрації Віктора Януковича.
- 2010 — заручини принца Вільяма та Кейт.

## Народились

Олександр Луцький

Дивись також Категорія:Народились 16 листопада
- 42 до н. е. — Тиберій, римський імператор з династії Юліїв-Клавдіїв.
- 1624 — Барент Фабріціус, нідерландський художник та ілюстратор доби бароко.
- 1717 — Жан Лерон д'Аламбер, французький філософ-енциклопедист, фізик, математик і механік. Двоюрідний брат абата і філософа Кондільяка і філософа, історика і дипломата Маблі.
- 1766 — Рудольф Крейцер, французький скрипаль-віртуоз, композитор, диригент та педагог, якому Людвіг ван Бетховен присвятив свою славнозвісну сонату № 9, відому як Крейцерова соната, проте Крейцер її ніколи не виконував.
- 1788 — Дмитро Бантиш-Каменський, історик і археограф.
- 1867 — Агапіт (Антоній Вишневський) — український церковний діяч, один із нечисленних представників вищого духовенства, який підтримав українську державність. Єпископ та архієпископ Катеринославський і Маріупольський (1911–1919).
- 1895 — Пауль Гіндеміт, німецький композитор, диригент, альтист і теоретик музики.
- 1895 — Галина Орлівна, українська письменниця.
- 1906 — Роман Кармен, український режисер-документаліст.
- 1910
  - Павло Харченко, український фізіолог.
  - Олександр Луцький, організатор і командир УПА Галичини (УНС, далі — УПА-Захід, УПА-Захід-Карпати).
- 1912 — Михайло Дупліщев, радянський і український вчений у галузі конструювання та проєктування ракетно-космічної техніки.
- 1922 — Жозе Сарамаґо, португальський письменник, володар Нобелівської премії з літератури 1998 р.
- 1936 — Ігор Турчин, гандбольний тренер. За досягнення в спорті, Турчин і його команда занесені в Книгу рекордів Гіннеса.
- 1930 — Олександр Сацький, український письменник та кінодраматург, автор сценаріїв до 16 фільмів, в тому числі «У бій ідуть лише „старі“» (разом із Леонідом Биковим), «Кармелюк», «Гнів» та ін.
- 1954 — Олексій Зарецький, український мовознавець та культуролог, біограф та дослідник творчості своїх батьків Алли Горської та Віктора Зарецького.
- 1977 — Оксана Баюл, українська фігуристка, олімпійська чемпіонка (1994), модельєрка спортивного одягу, авторка двох книжок.
- 1977 — Віталій Васильцов, учасник Євромайдану, Герой України.
- 1978 — Дзвінка Матіяш, українська письменниця, перекладачка.
- 1981 — Юрій Латиш, український історик.
- 1983 — Тимофій Мороховець, український музикант, поет і композитор, засновник гурту «PanKe Shava».
- 1996 — Булай Діа, сенегальський футболіст.

## Померли

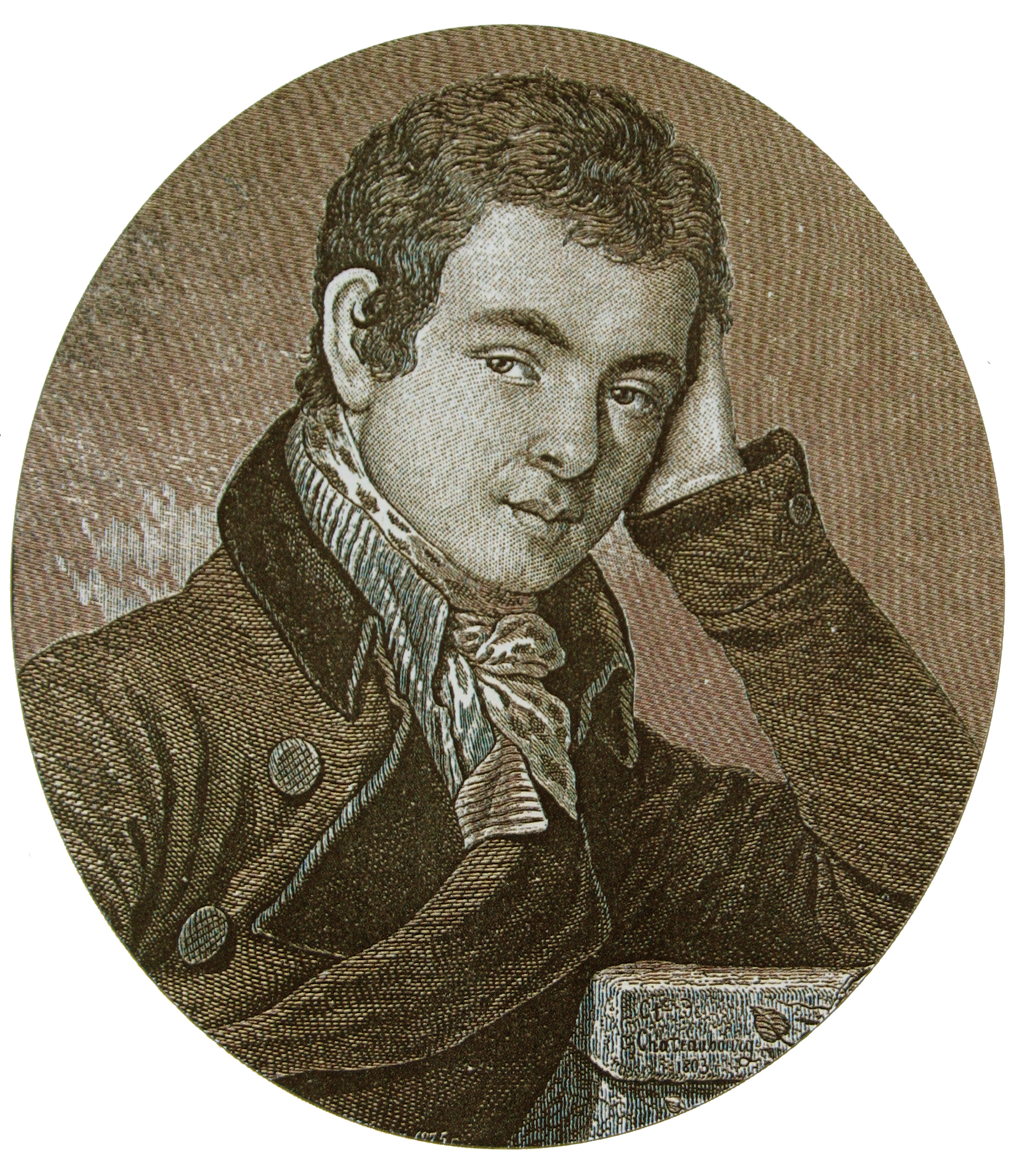
Василь Каразін

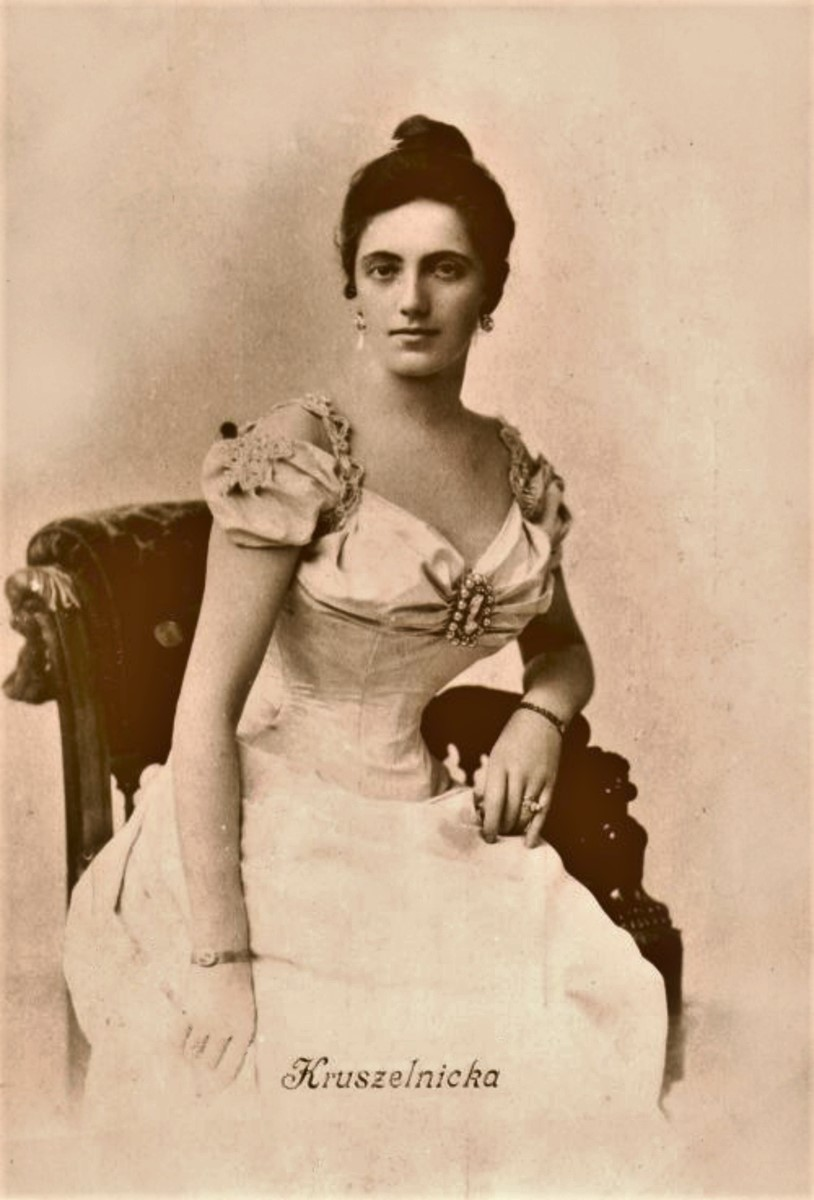
Соломія Крушельницька (до 1923)

Микола Кондратюк

Дивись також Категорія:Померли 16 листопада
- 1625 — Софонісба Ангвіссола, італійська художниця епохи Відродження та маньєризму.
- 1745 — Йоган Лукас фон Гільдебрандт, відомий архітектор доби австрійського бароко, військовий і придворний інженер.
- 1831 — Карл фон Клаузевіц, прусський військовий теоретик і полководець.
- 1842 — Василь Каразін, український просвітник, метеоролог, агроном, засновник Харківського університету.
- 1952 — [[Крушельницька Соломія Амвросіївна|Соломія Крушельницька]], українська оперна співачка, педагогиня.
- 1960 — Кларк Гейбл, американський кіноактор, номінант на премію «Оскар».
- 1971 — Еді Седжвік, американська акторка, фотомодель, муза Енді Воргола.
- 2005 — Дональд Вотсон, британський громадський діяч, засновник першого веганського товариства і співавтор терміна веган.
- 2006 
  - Мілтон Фрідман, американський економіст, лауреат Нобелівської премії.
  - Микола Кондратюк, український співак, педагог, музично-громадський діяч, професор, академік, ректор консерваторії.
- 2016 — Джей Форрестер, американський інженер, розробник системної динаміки.